# Rue Mage
La rue Mage (en occitan : carrièra Màger dels Afachadors) une voie de Toulouse, chef-lieu de la région Occitanie, dans le Midi de la France.
Cette rue étroite, peuplée à la fin du Moyen Âge de bouchers qui lui ont donné son nom, a été envahie par les parlementaires toulousains à partir du milieu du XVIe siècle. Elle a conservé l'aspect qu'elle avait à la fin du XVIIIe siècle, avec les façades classiques de ses hôtels particuliers, parmi lesquels sont signalés l'hôtel d'Espie, l'hôtel Bernard ou l'hôtel Davasse. Depuis le 14 février 1944, les façades des immeubles et des hôtels particuliers sont protégés par une inscription sur la liste des sites protégés. La rue est également incluse dans le site patrimonial remarquable de la ville.

## Situation et accès

### Description

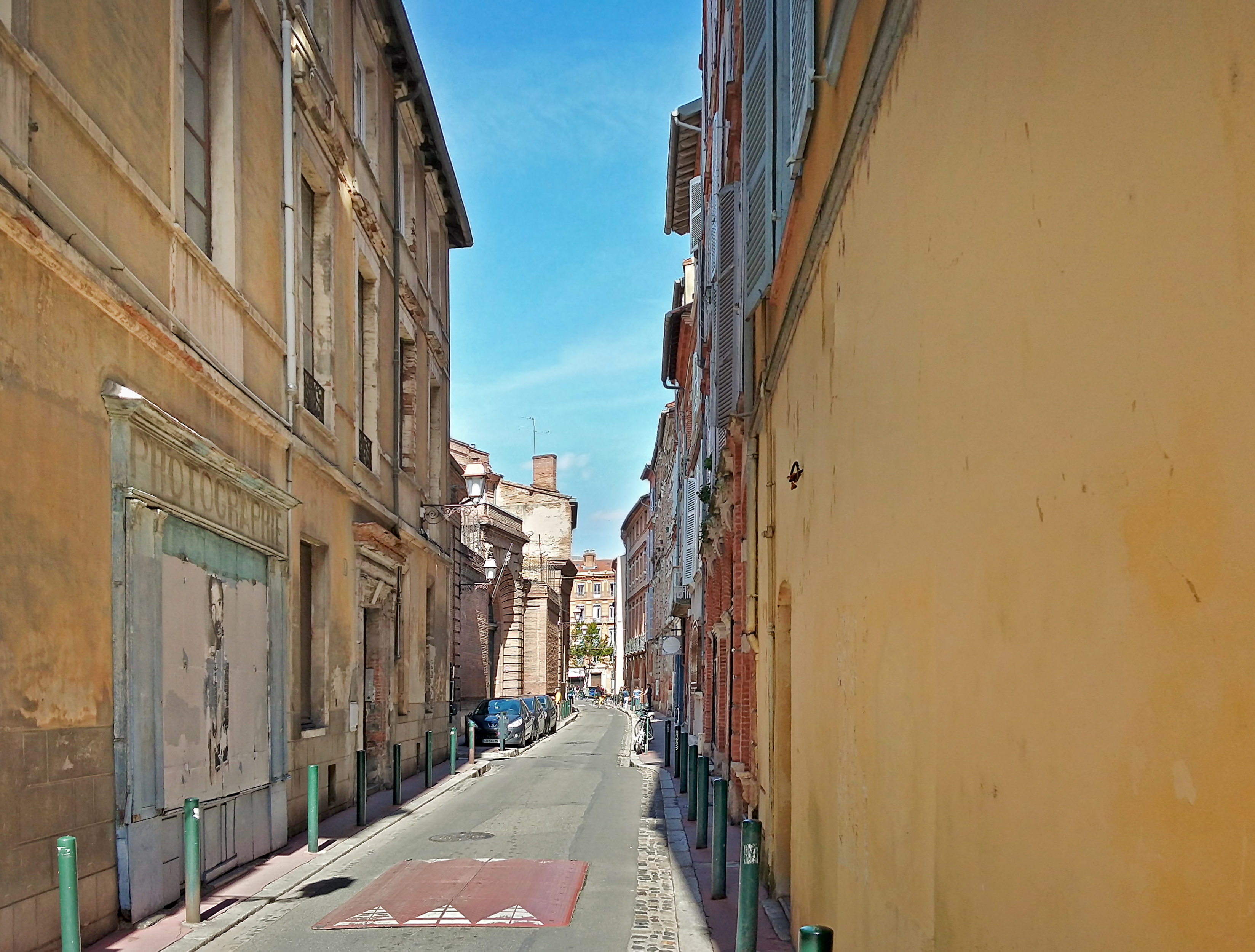
La rue Mage vue depuis la place Perchepinte.

La rue Mage une voie publique. Elle se situe au cœur du quartier Saint-Étienne.
Elle naît au carrefour de la grande-rue Nazareth, de la rue de la Pleau et de la rue Perchepinte, qui forment une petite place triangulaire connue populairement comme la place Perchepinte. Relativement étroite, la rue Mage n'est large que de 3 mètres dans les parties les plus anciennes. Elle est longue de 147 mètres, pratiquement rectiligne et d’orientation nord-sud. Elle reçoit la rue d'Aussargues, puis se termine en s'élargissant pour donner naissance à la place Mage, presque au carrefour de la rue du Canard. Elle est poursuivie au nord par la rue Tolosane, la rue des Arts et la rue de la Pomme jusqu'à la place du Capitole.
La chaussée compte une seule voie de circulation automobile en sens unique, de la rue du Canard vers la grande-rue Nazareth. Elle appartient à une zone de rencontre et la vitesse y est limitée à 20 km/h. Il n'existe pas de bande, ni de piste cyclable, quoiqu'elle soit à double-sens cyclable.

### Voies rencontrées
La rue Mage rencontre les voies suivantes, dans l'ordre des numéros croissants (« g » indique que la rue se situe à gauche, « d » à droite) :
1. Grande-rue Nazareth (g)
2. Rue Perchepinte (d)
3. Rue d'Aussargues (g)
4. Place Mage

### Transports
La rue Mage n'est pas directement desservie par les transports en commun Tisséo. La navette Ville passe cependant à proximité immédiate, par la rue Théodore-Ozenne, où se trouvent également les arrêts de la ligne de bus 44. De plus, la rue du Languedoc est parcourue par la ligne du Linéo L4. On y trouve également la station Carmes de la ligne de métro .
Si elle n'abrite pas de station de vélos en libre-service VélôToulouse, la rue Mage se trouve cependant à proximité immédiate de la station no 47, au carrefour de la rue du Languedoc et de la grande-rue Nazareth.

## Odonymie
La rue Mage portait, au milieu du XIVe siècle, le nom de rue de la place-Mage-des-Affachadous, c'est-à-dire « rue de la grande place des boucheries » (plaça màger dels afachadors en occitan toulousain). Au Moyen Âge, on trouvait effectivement de nombreux artisans bouchers dans cette rue. Le nom de la rue s'est progressivement contracté : au XVe siècle, on la désigne comme la rue de la Place-Mage, puis elle est simplement appelée rue Mage au XVIIIe siècle. On note cependant la survivance du nom de rue des Affachadous à cette période. On lui connaît également, à la même époque, l'appellation de grande-rue Saint-Étienne, car elle est voisine de la cathédrale Saint-Étienne. En 194, pendant la Révolution française, elle prit le nom de rue Droits-de-l'Homme, sans que ce nom soit conservé,.

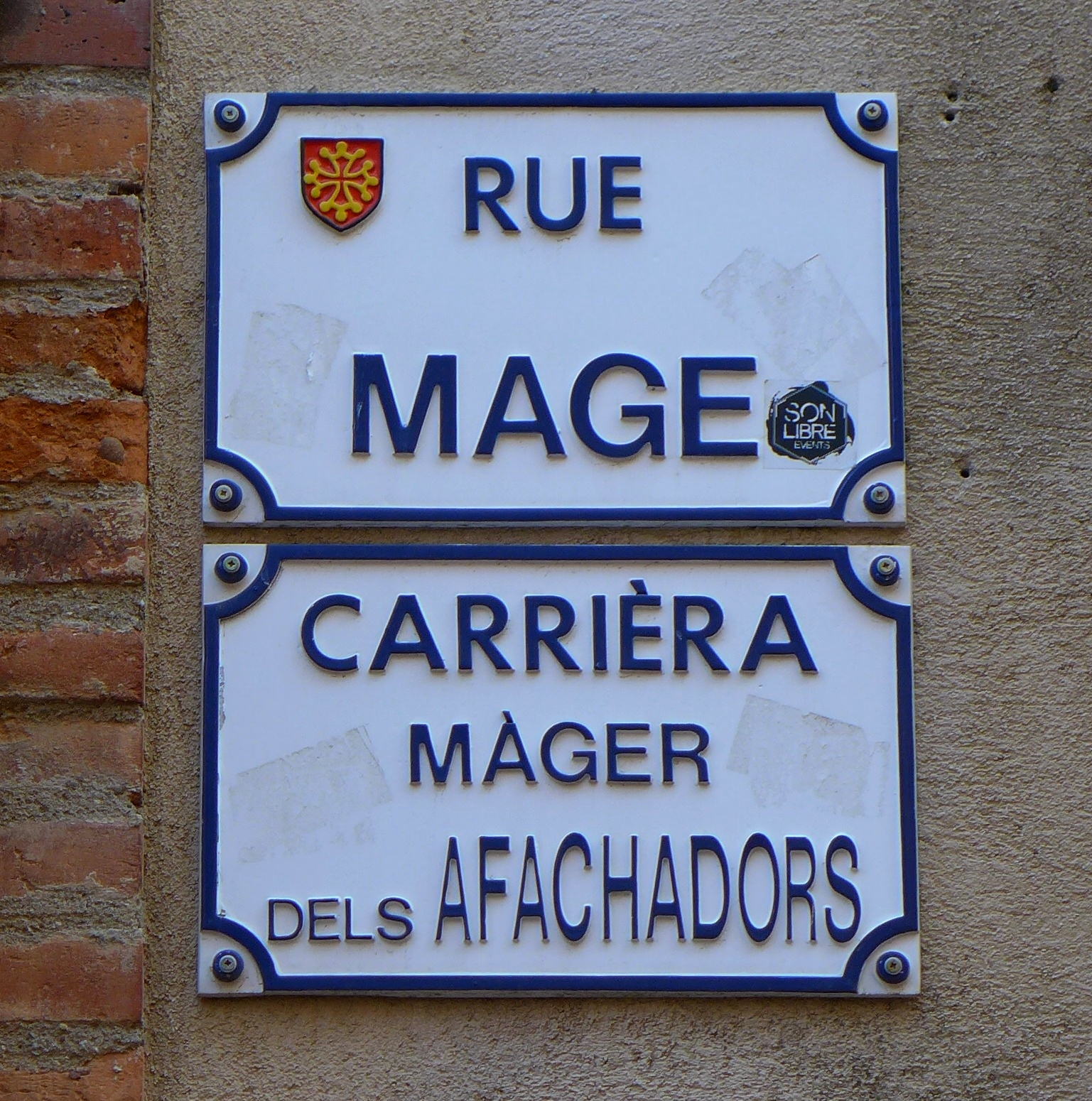
Les plaques de rue en français et en occitan.
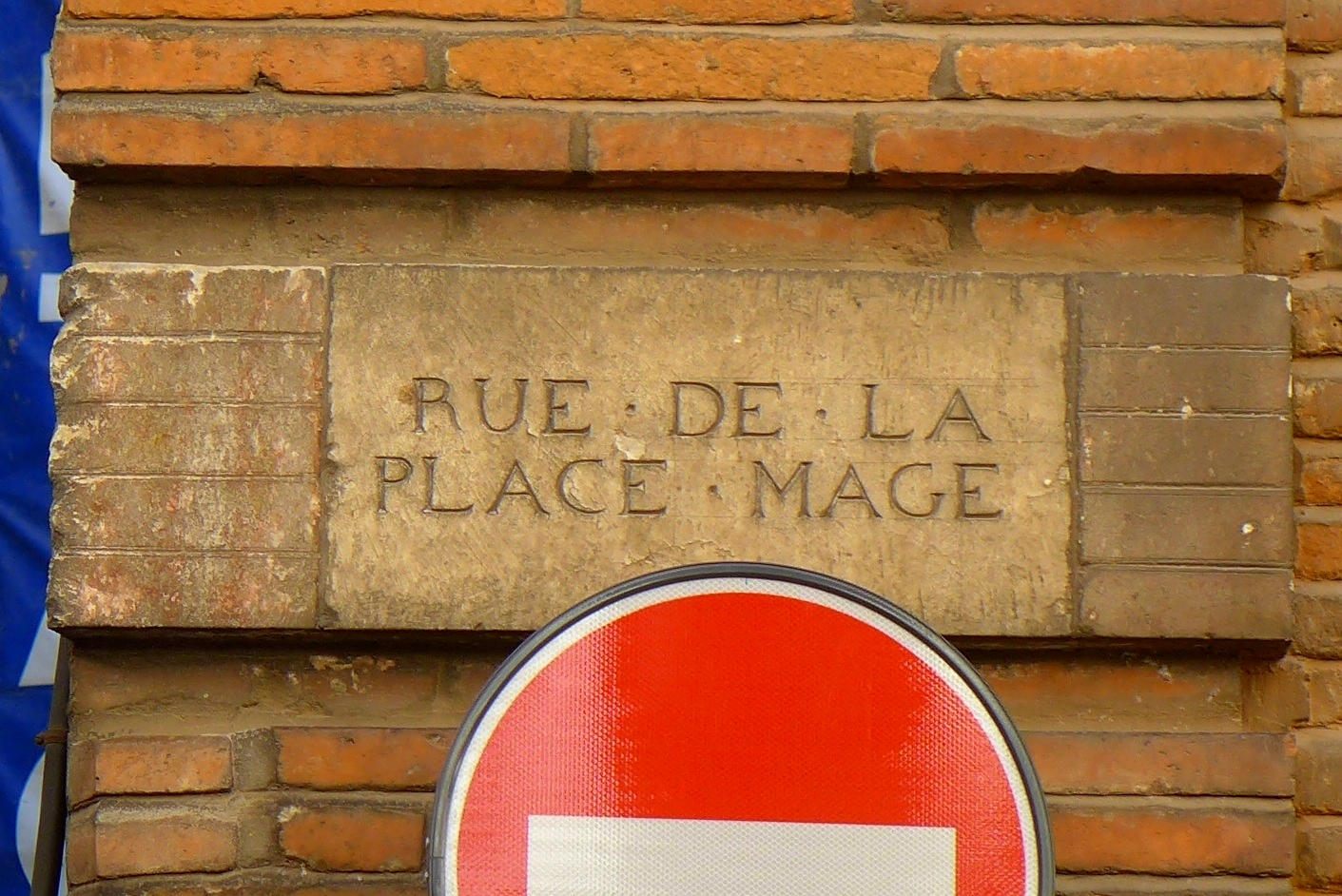
Pierre de rue (XVIIIe siècle) à l'angle de l'hôtel d'Espie.

## Histoire

### Moyen Âge et période moderne
Au Moyen Âge, la rue de la Place-Mage-des-Affachadous appartient, du côté est, au capitoulat de la Pierre, et, du côté ouest, au capitoulat de Saint-Barthélémy. Elle se trouve sur le tracé d'une des principales voies qui traversent Toulouse, depuis la Porte narbonnaise au sud à la Porterie au nord. Elle est alors principalement peuplée d'artisans bouchers, qui lui ont donné son nom : les « affachadous » sont les bouchers spécialisés dans l'abattage des bêtes de boucherie (affachador ou affachaire, « abatteur » [celui qui est chargé de tuer les animaux dans les abattoirs] en occitan médiéval) . On trouve également de nombreux autres artisans.
Le 7 mai 1463, un incendie se déclare dans une boulangerie voisine, à l'angle des rues des Chapeliers (actuelle rue du Languedoc) et Maletache. Il provoque des destructions importantes dans le quartier. Les nombreux espaces libérés par l'incendie et la proximité de la rue de la Place-Mage avec le quartier des parlementaires, qui couvre le sud de la ville, autour du parlement, explique l'installation de membres de l'élite toulousaine et la construction des premiers hôtels particuliers : dans les premières années du XVIe siècle, Élie Reynier, capitoul en 1502-1503, fait construire un hôtel avec sa tour capitulaire (actuel no 20). L'installation de parlementaires, de capitouls et d'hommes de loi de plus en plus nombreux est particulièrement sensible à partir du milieu du XVIe siècle : la rue est progressivement bordée d'hôtels opulents construits par certaines des plus importantes familles toulousaines.
La rue reste attractive au XVIIe siècle et les constructions se poursuivent. En 1649, un immeuble (emplacement de l'actuel no 16) est acheté par Pons-François de Purpan, docteur-régent de l'université, qui possède déjà de nombreux biens dans la rue Bouquières, près de la place Rouaix. Bernard d'Aignan, baron d'Orbessan, conseiller au parlement de 1652 à 1677, achète vers 1652 un immeuble à Marguerite de Pins, petite-fille de Jean de Pins, et y fait bâtir son hôtel particulier (actuel no 11).
Au XVIIIe siècle, les façades de plusieurs hôtels particuliers sont modifiées, tandis que d'autres hôtels sont reconstruits. Vers 1750, l'architecte bordelais Hyacinthe de Labat de Savignac est chargé par le comte d'Espie d'élever un hôtel à l'emplacement du vieil hôtel d'Aussargues (actuel no 3). Les aménagements intérieurs de l'hôtel ne sont cependant terminés qu'après 1773, grâce aux travaux que fait réaliser un jacobite, réfugié irlandais en France, Justin MacCarthy Reagh,. En 1759, l'avocat au parlement Pierre Bernard fait élever un hôtel particulier dont la façade classique est l'une des plus intéressantes de la rue (actuel no 16). Bernard Davasse de Virvin, capitoul en 1763, acquiert le vieil hôtel Reynier et, ne conservant que la tour capitulaire gothique, il reconstruit un vaste hôtel particulier (actuel no 20). En 1764, l'hôtel Bernard est acquis par un fameux parlementaire, Jean-Jacques-Marie-Joseph de Martin d'Ayguesvives, seigneur et baron de Nogaret, Montgiscard, Ayguesvives, Pouze et Corronsac. Conseiller en 1760, président en 1767, il est exilé dans son château d'Ayguesvives en 1771, lors de la dissolution des parlements par le ministre de Louis XV, Maupeou.

### Époque contemporaine
La Révolution française apporte quelques changements. En avril 1794, la rue reçoit le nom des Droits-de-l'Homme. Au même moment, la Terreur s'exerce sur de nombreux parlementaires toulousains. Jean-Jacques-Marie-Joseph de Martin d'Ayguesvives est arrêté comme suspect par les autorités révolutionnaires de la ville et emprisonné à la prison de la Visitation. Finalement jugé et condamné à Paris, il est guillotiné le 14 juin 1794.
Au XIXe siècle et au XXe siècle, la rue reste à l'écart des travaux de réaménagement et d'élargissement des autres rues de la ville. Les façades ont donc conservé l'aspect qu'elles avaient à la fin du XVIIIe siècle. Depuis le 14 février 1944, les façades et les toits des immeubles et des hôtels de la rue sont d'ailleurs protégés par inscription aux monuments historiques. L'hôtel d'Espie est acheté en 1868 par la famille Courtois de Viçoze, qui installe dans un nouveau bâtiment voisin, construit dans le style néo-Renaissance (actuel no 5) une agence de sa banque. Au XXe siècle, Louis Courtois de Viçoze, puis ses successeurs, Gilbert et Jean-Louis, sont par ailleurs choisis comme consuls honoraires de Belgique, ce qui explique l'installation du consulat de ce pays dans l'hôtel d'Espie.

## Patrimoine et lieux d'intérêt

### Hôtels particuliers

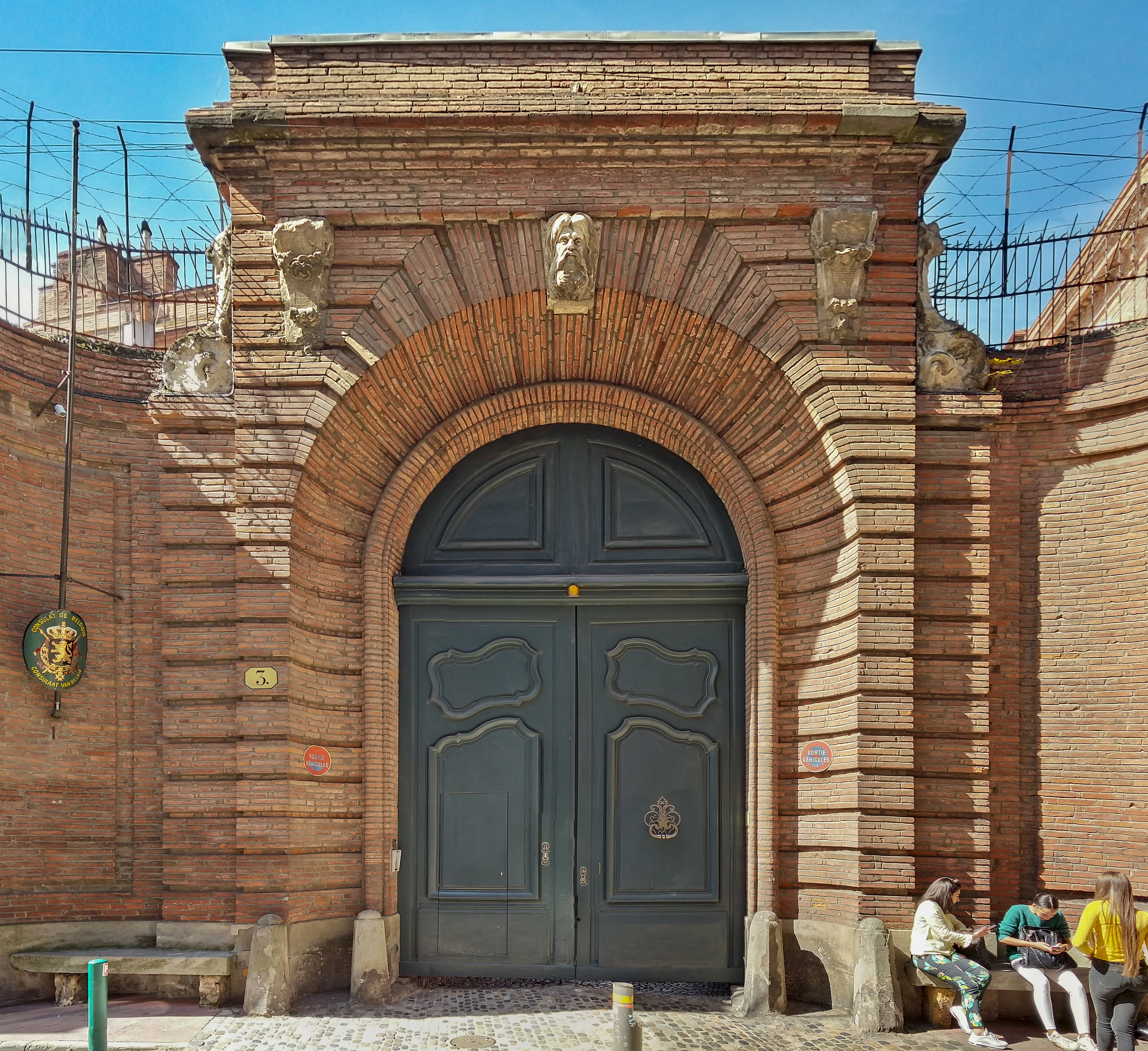
no 3 : portail de l'hôtel d'Espie.

- no  3 : hôtel d'Espie (ou Courtois de Viçose) ; consulat de Belgique.  Inscrit MH (1932)[13]. 
L'hôtel est construit à partir de 1749 par l'architecte Hyacinthe de Labat de Savignac pour Félix-François d'Espie (1708-1792). À la suite d'une débâcle financière causée par le tremblement de terre de Lisbonne, il vend l'hôtel à Henri Auguste de Chalvet de Rochemonteix (1713-1778), marquis d'Auzielle et seigneur de Merville, sénéchal de Toulouse et d'Albigeois. Son fils le vend à son tour à Justin MacCarthy-Reagh (1744-1811), qui termine les travaux. En 1873, l'hôtel est acheté par Franck Courtois de Viçose (1840-1905)[14]. 
L'hôtel, de style néo-classique, est construit entre cour et jardin. Il occupe une vaste parcelle de plus de 3 000 m² à l'angle de la rue d'Aussargues. Dans la rue Mage, deux avant-corps encadrent le mur de clôture, percé d'une imposante porte cochère. Les avant-corps, encadrés de pilastres à bossage, sont percés d'une unique fenêtre, en partie réduite, qui conserve une agrafe en pierre, sculptée d'une corne d'abondance. Le mur de clôture est rythmé par de grandes tables. La porte cochère, voûtée en plein cintre, est également traité en bossage. Elle est surmontée d'une agrafe en pierre sculptée du mascaron d'un homme barbu. L'entablement, soutenu de consoles en pierre ornées de guirlandes de fleurs, est surmonté d'une corniche et d'un attique. 
Dans la cour, pavée de galets, les corps de bâtiment sont disposés en U. Les façades s'élèvent sur deux niveaux, séparés par une large corniche. Le corps de logis central est mis en valeur par un avant-corps, encadré de pilastres à bossages et large de trois travées. Elles sont séparées par des pilastres à chapiteaux en pierre, ioniques au rez-de-chaussée, corinthiens à l'étage. Les fenêtres, en plein cintre au rez-de-chaussée, segmentaires à l'étage, ont des agrafes sculptées de mascarons. Enfin, les deux travées latérales ont des fenêtres segmentaires dont l'agrafe en pierre porte simplement des feuillages. Pour les deux ailes en retour, on retrouve un avant-corps central, mis en valeur au rez-de-chaussée par un bossage continu, et à l'étage par des pilastres à chapiteaux corinthiens. De même, les fenêtres, en plein cintre au rez-de-chaussée, segmentaires à l'étage, ont des agrafes sculptées de mascarons. Les élévations sont surmontées d'un attique[15].

- no  11 : hôtel d'Orbessan. 

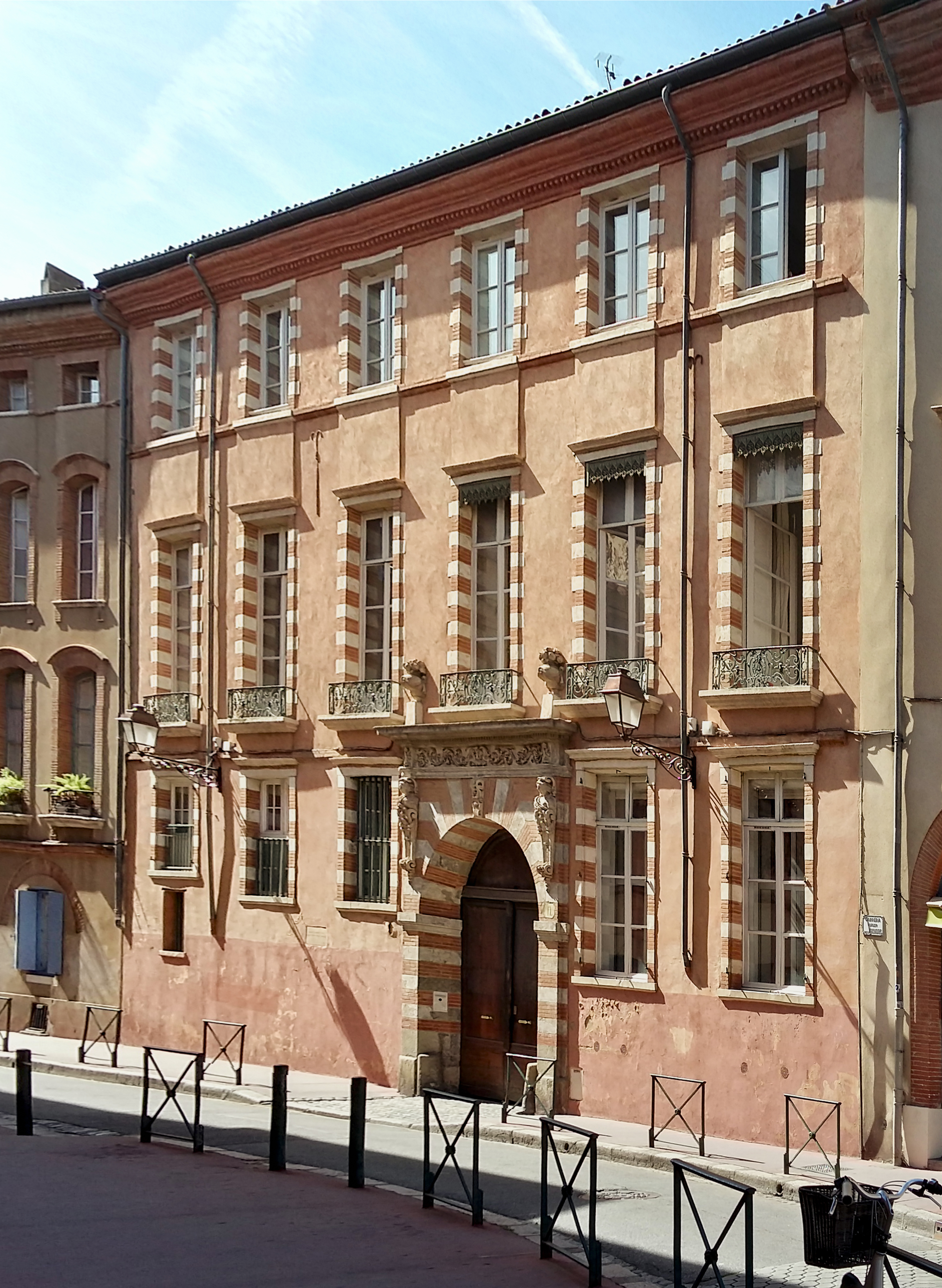
no 11 : façade de l'hôtel d'Orbessan.

L'hôtel est construit au milieu du XVIIe siècle pour Bernard d'Aignan, seigneur d'Orbessan et conseiller au parlement entre 1652 et 1677. L'édifice se compose de plusieurs corps de bâtiments qui s'organisent autour de deux cours successives. La large façade sur la rue Mage, de style classique, se développe sur six travées et s'élève sur trois niveaux (un rez-de-chaussée et deux étages décroissants). La porte cochère, bâtie en brique et pierre alternées, est voûtée en plein cintre. Elle est encadrée de consoles représentant des bustes de femme et des mascarons grimaçants, qui soutiennent un entablement sculpté d'une frise de rinceaux et surmonté d'une corniche à denticules. Les fenêtres ont des linteaux et des appuis en pierre, tandis que les piédroits sont en brique et pierre alternées. Celles du 1er étage ont de plus des balconnets en pierre et des garde-corps en fer forgé. L'élévation est surmontée d'une corniche à denticules. 
Un passage couvert voûté d'arêtes donne accès à la première cour. L'escalier, dans le corps de bâtiment latéral, reprend l'alternance brique et pierre. Les élévations ont été remaniées au cours du XIXe siècle l'agrandissement des fenêtres et la construction d'une véranda[16].

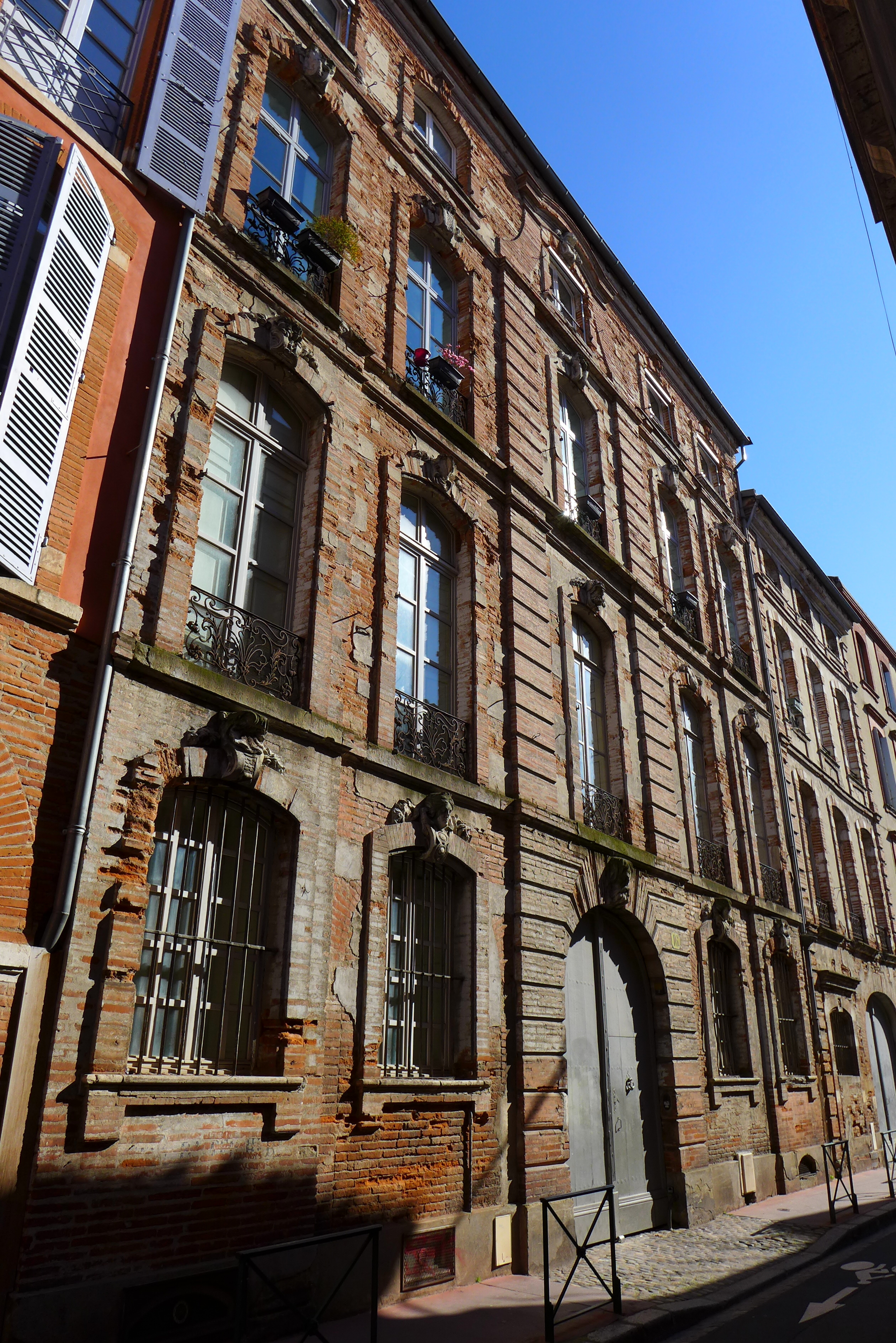
no 16 : façade de l'hôtel Bernard.

- no  16 : hôtel Bernard (ou d'Ayguesvives). 
En 1751, Pierre Bernard, avocat au parlement, fait construire un hôtel particulier sur une parcelle qu'il a acquise de la famille de Purpan. En 1764, il passe à Jean-Jacques-Marie-Joseph d'Ayguesvives (1738-1794), conseiller, puis premier président aux enquêtes au parlement entre 1767 et 1790, baron de Nogaret et seigneur d'Ayguesvives. 
L'élévation, large de cinq travées, est symétrique et s'élève sur quatre niveaux décroissants. La travée centrale et les deux travées latérales sont accentuées par une légère saillie du mur. La travée centrale est tout particulièrement traitée en bossages encadrant la porte cochère au rez-de-chaussée et les fenêtres aux étages. Les clefs d'arc de la porte cochère et des fenêtres sont toutes ornées d'une sculpture en pierre : les fenêtres des trois travées centrales possèdent un mascaron représentant un visage féminin, tandis que le mascaron de la porte cochère représente Hercule couvert d'une peau de lion ; les clefs d'arc des autres fenêtres, du rez-de-chaussée au 3e étage, ont des motifs végétaux. Les fenêtres des 1er et 2e étages ont également des garde-corps en fer forgé. L'élévation est couronnée d'une corniche moulurée[17].

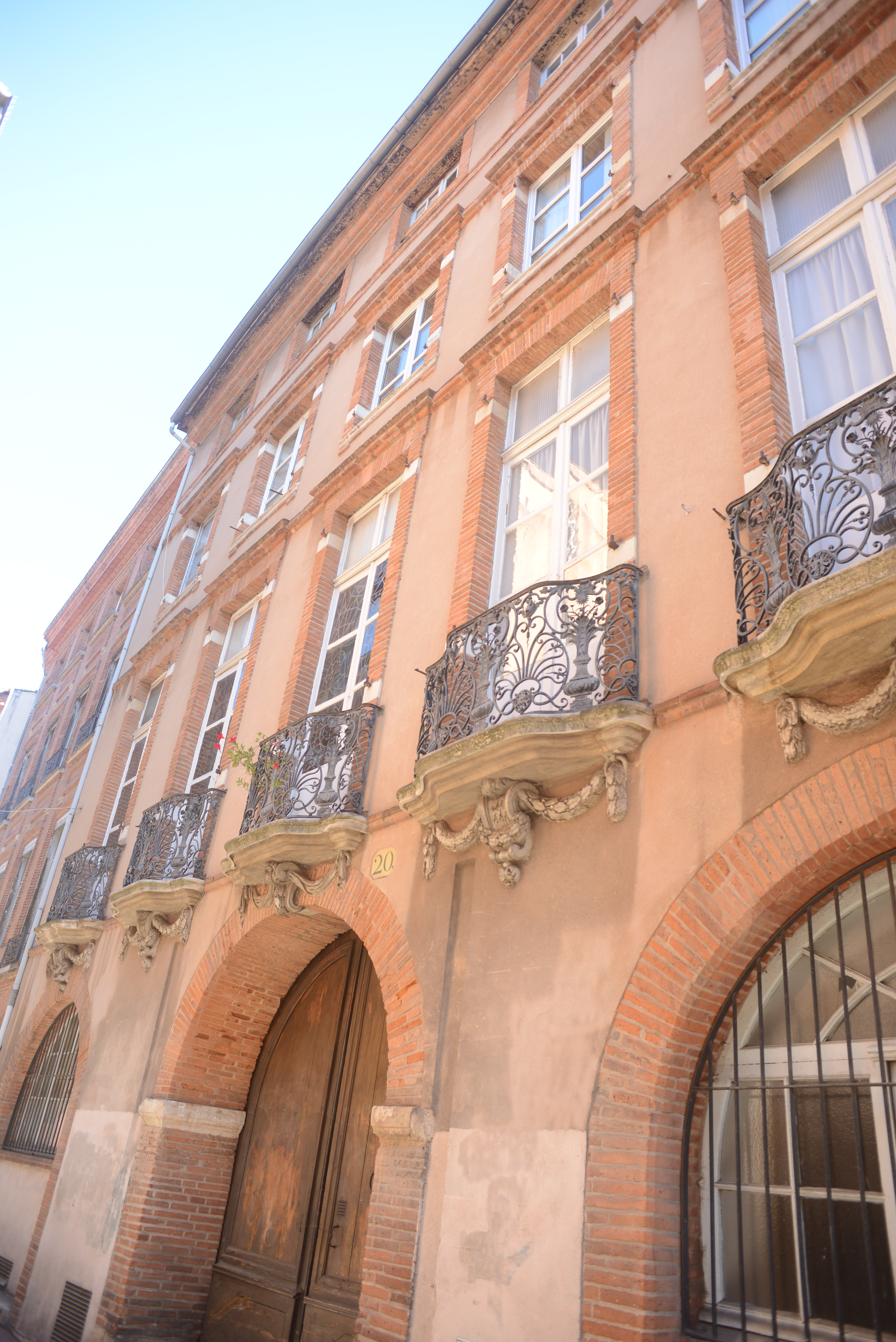
no 20 : façade de l'hôtel Davasse.

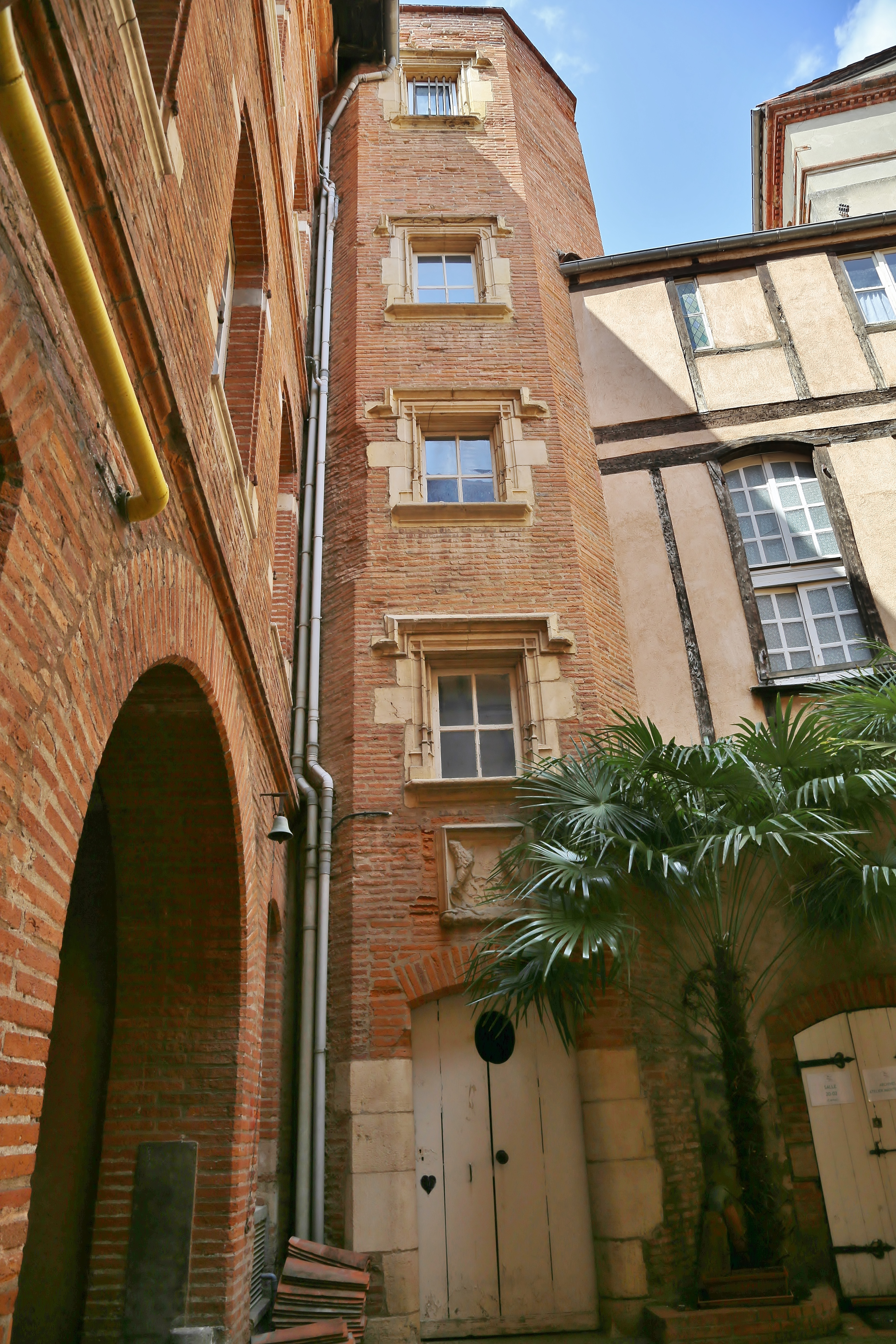
no 20 : tour gothique de l'hôtel Reynier.

- no  20 : tour Reynier et hôtel Davasse.  Classé MH (1971, balcons du 1er étage) et  Inscrit MH (1971, façade et toiture sur rue, et escalier situé dans la cour)[18]. 
L'édifice se compose de plusieurs corps de bâtiments, construits à des périodes différentes, qui s'organisent autour de deux cours successives. La tour de style gothique qui s'élève dans l'angle nord-ouest de la première cour, témoigne d'un premier hôtel particulier construit au début du XVIe siècle pour Élie Reynier, lieutenant du juge d'appeaux et capitoul en 1502-1503. La tour, octogonale, abrite un escalier à vis. La porte d'entrée, encadrée de piédroits en pierre, est surmontée d'un bas-relief sculpté de deux lions dressés autour d'un blason et de rinceaux. L'escalier est éclairé par quatre fenêtres dont le cadre en pierre est mouluré. 
Au cours du XVIIIe siècle, l'hôtel est acheté par Bernard Davasse de Virven, capitoul en 1763-1764. Il fait profondément remanier sa propriété et construire une nouvelle façade sur la rue Mage qui déploie ses balcons en fer forgé, qui dessinent des fleurs, des feuilles, des palmettes et des volutes. Les consoles qui supportent les balcons sont ornées de feuillages dans lesquelles passent des guirlandes[19]. 
Les bâtiments sont occupés par la suite par les Filles de la charité, une congrégation religieuse féminine, qui y ouvrent une maison des pauvres[20]. En 1965, l'établissement devient une école technique privée, devenue le lycée professionnel et technologique privé Myriam[21]. Les bâtiments au fond de la seconde cour sont construits entre 1988 et 1992.

### Immeubles
- no  4 : immeuble Ponsard. 
L'immeuble est construit sur une parcelle qui appartient à la famille Ponsard depuis le XVIIIe siècle. La façade est reconstruite et les intérieurs réaménagés par Antoine Ponsard après 1719, date à laquelle il en devient propriétaire avec son frère, Joseph Ponsard, capitoul en 1701. L'élévation symétrique possède cinq travées. Au rez-de-chaussée, les deux travées latérales sont encadrées de pilastres doriques et ouvertes par des portes surmontées d'une fenêtre d'imposte. Les trois arcades de boutiques sont centrales, voûtées en plein cintre et ornées de mascarons en pierre. Les étages, de dimensions décroissantes, sont séparés par des cordons de brique. Ils sont percés de fenêtres segmentaires ; celles du 1er étage ont des garde-corps en fer forgé. La façade se termine par une large corniche moulurée[22].

- no  5 : immeuble. 
L'immeuble est construit dans la deuxième moitié du XIXe siècle après l'achat de l'hôtel d'Espie par la famille Courtois en 1868. Il aurait servi de banque à la banque Courtois. Il présente un riche décor néo-Renaissance. Une partie de l'édifice est en retrait par rapport à la rue, afin de dégager une cour qui sert d'entrée majestueuse, accentuée par l'avant-corps à gauche. Construit en pierre de taille et en saillie, il est orné de bossages et de sculptures : vases, guirlandes de feuillage, de fleurs, de fruits, consoles feuillagées, pointe-de-diamant... En fond de cour, l'élévation en brique claire est également ornée de bossages continus. Une corniche à modillons surmonte les élévations[23].

- no  6 : immeuble. 
L'immeuble, large de seulement deux travées, mais haut de trois étages, est construit au cours du XVIIIe siècle. Les fenêtres du 1er étage ont des garde-corps en fer forgé[24].

- no  7 : immeuble. 
L'immeuble, de style classique, est construit dans la première moitié du XVIIIe siècle. La façade, large de trois travées, est symétrique et encadrée de dosserets à bossages. Il s'élève sur quatre niveaux, séparés par des cordons de brique. Le rez-de-chaussée est formé de trois arcades en plein cintre dont celle de gauche renferme la porte d'entrée surmontée d'une imposte en fer forgé[25].

- no  9 : immeuble. 
L'immeuble est construit dans la première moitié du XVIIIe siècle. Il est occupé depuis 1965 par une école technique privée, devenue le lycée professionnel et technologique privé Myriam[21]. 
L'édifice se compose d'un bâtiment à trois corps autour d'une cour. La façade sur rue compte trois travées et s'élève sur quatre niveaux décroissants, dont un dernier niveau de comble. Aux étages, les fenêtres sont segmentaires, surmontées d'une corniche et pourvues d'une assise en pierre. Celles des fenêtres du 1er étage sont moulurées et les fenêtres ont des garde-corps en fer forgé. L'élévation de la façade est couronnée d'une corniche à denticules[26].

- no  10 : immeuble. 
Cet immeuble étroit de seulement deux travées, mais haut de trois étages, est construit au cours du XVIIIe siècle. Au rez-de-chaussée, la porte bâtarde est surmontée d'une imposte en fer forgé. Les fenêtres du 1er étage ont des garde-corps en fer forgé[27].

- no  14 : immeuble. 
L'immeuble, construit en 1751, compte trois travées et se développe sur quatre niveaux. Au rez-de-chaussée, l'ancienne porte piétonne, latérale, a été transformée en fenêtre, tandis que la porte cochère s'ouvre sous une large arcade en plein cintre. La façade est encadrée de dosserets de style dorique dont les futs sont traités en bossage. Les étages sont de dimensions décroissantes et sont séparés par un cordon de brique. Les fenêtres sont segmentaires et celles du 1er étage ont des garde-corps en fer forgé. L'élévation est couronnée d'une large corniche moulurée et débordante[17].

- no  18 : immeuble. 
L'immeuble est construit au XVIIIe siècle, peut-être pour Louis de Lautard, avocat et procureur du roi au parlement de 1719 à 1752, ou pour un autre membre de la famille Lautard. L'édifice n'est large que de deux travées, mais s'élève sur cinq niveaux, avec un rez-de-chaussée, trois étages et un niveau de comble, postérieur à la construction de la façade. Les étages sont de dimensions décroissantes. Les fenêtres des 1er et 2e étages sont segmentaires et ont des garde-corps en fer forgé aux motifs géométriques[28].

- no  22 : immeuble. 
L'immeuble est construit dans la deuxième moitié du XVIIIe siècle, après 1778, pour Bertrand Du Prat. La façade, large de cinq travées, s'élève sur quatre niveaux. L'élévation est symétrique, les étages de dimensions décroissantes. Les ouvertures, porte cochère et fenêtres des étages, sont rectangulaires. Celles des 1er et 2e étages ont des garde-corps en fer forgé à motifs géométriques et décor végétal. Celles des 2e et 3e étages ont de larges crossettes, qui encadrent des motifs de table. L'élévation est surmontée d'une large corniche moulurée[29].